# Licaria macrophylla
Licaria macrophylla är en lagerväxtart som först beskrevs av A. C. Smith, och fick sitt nu gällande namn av André Joseph Guillaume Henri Kostermans. Licaria macrophylla ingår i släktet Licaria och familjen lagerväxter. Inga underarter finns listade i Catalogue of Life.